# Protekcionizem
Protekcionizem je sistem gospodarsko-političnih ukrepov. Pojavljal se je predvsem v dobi industrijskega kapitalizma. Deloval je v varstvo domače industrije pred tujo konkurenco (s carinami, prepovedjo uvoza, subvencijami, ipd.).